# Magnus Berntsson
Arne Magnus Berntsson, född 5 september 1973 på Öckerö, är en svensk politiker (kristdemokrat). Berntsson är ordinarie riksdagsledamot sedan 2022, invald för Göteborgs kommuns valkrets. Han var förbundsordförande för Kristdemokratiska Ungdomsförbundet (KDU) 1999–2001. Han var senare bland annat ordförande i Västra Götalands Regionfullmäktige.[källa behövs]
I riksdagen är Berntsson ledamot i EU-nämnden, utrikesutskottet och utrikesnämnden. Han är även suppleant i konstitutionsutskottet och sammansatta utrikes- och försvarsutskottet.
Magnus Berntsson är gift med Maria Berntsson och bosatt i Göteborg.[källa behövs]